# Chamsin
Der Chamsin oder Chamasin (arabisch für „fünfzig“; altägyptisch Tjau-resu; hebräisch Sharav) ist ein sehr heißer und trockener Wüstenwind (Scirocco), der zeitweise in Libyen, Ägypten sowie in Israel, Palästina, Syrien, dem Libanon und auf Zypern im Frühjahr, zumeist Mitte April oder Anfang Mai auftritt, in seltenen Fällen auch im März.

## Etymologie
Der arabische Name Chamsin geht auf das Wort khamsin (خمسين) zurück und rührt daher, dass diese Sturmart immer innerhalb eines ab der Tagundnachtgleiche beginnenden 50-tägigen Zeitraums durchschnittlich für drei bis vier Tage weht. Ein ähnliches Wort ist khamasin (خماسين), das übersetzt „der Fünfzigste“ bedeutet. Die Alten Ägypter nannten diese Sturmart Tjau-resu (ṯ3w rsw), was „die Südwinde“ bedeutet und ihre Windrichtung beschreibt. Im Hebräischen ist das Wort Sharav (שרב) überliefert, das „Hitzewelle“, aber auch „Sengender Wind“ bedeuten kann.

## Physik und meteorologische Eigenschaften
Der Chamsin entsteht durch eine typische Umstellung der Wetterlage im Frühjahr und Herbst, insbesondere bei einem Hochdruckgebiet über Mesopotamien und einem gleichzeitigen Tiefdruckgebiet über dem Mittelmeer. Die Folge ist das Einströmen heißer und trockener kontinentaler Luft (nur 10–20 % Luftfeuchtigkeit), oft auch verbunden mit einem Sandsturm, wobei die Geschwindigkeit des Sturms eher eine untergeordnete Rolle spielt. Der Chamsin weht aus Süd und West. In Israel erreichen die Temperaturen während der Chamsintage die Jahreshöchstwerte (bis über 40 °C).
Im Alten Ägypten war der Chamsin als Tjau-resu bekannt, die im Durchschnitt drei Tage lang im Nildelta für ein unangenehmes Klima verantwortlich waren, ehe die Nordwinde Linderung brachten. Im altägyptisch-mythologischen Kalender des Nektanebos I. waren die Tjau-resu der 20. Dekade (10. bis 19. April) und der ersten Woche des Talfestmonats zugeordnet: „Der große Gott am Uranfang, der die südlichen Winde am Himmel entstehen lässt. Er ist der, der entstehen lässt, … Bitternis für drei Tage. … Er kann nichts einatmen, nachdem er Blut erbrochen hat.“
Der Chamsin kann nicht selten auch die Sichtweite stark beeinflussen, so dass sie bis auf wenige Meter Entfernung herabgesetzt wird. Im Anschluss an den Chamsin regnet es beinahe immer an der Levante. Für den Menschen ist der Chamsin durch die extremen Temperaturen ein unangenehmes Wetterphänomen; der israelische Satiriker Ephraim Kishon umschreibt diese Erfahrung in folgender Weise: „Außerdem gibt es bei uns einen trockenen, brennheißen Wüstenwind, eine Art von Superschirokko, … (…) Wenn der Chamsin bläst, bekommt man keine Luft, kann sich kaum auf den Beinen halten und fühlt das Verdorren der Nervenstränge beinahe plastisch.“
Der Chamsin ist mitunter nicht ungefährlich. So führt die sandige Luft bei vielen Menschen zu starken Atemproblemen und forderte im Jahr 2015 sogar zwei Tote.
Der Chamsin führt bei bestimmten Wetterlagen dazu, dass Sandstaub bis ins deutsche Rheinland vordringt, sich dort als feiner Belag niederlegt und besonders als Verschmutzungsschicht auf der Oberfläche von bewegten und unbewegten Kraftfahrzeugen auffällt.